# WTA Tournament of Champions
El WTA Tournament of Champions, conegut oficialment com a Sofia Tournament Of Champions, fou un nou torneig de tennis professional que es disputà anualment al final de cada temporada dins la categoria International Tournaments, i només en categoria individual.Se celebrà a principis de novembre a l'Arena Armeets Sofia de Sofia, Bulgària.

## Història
A partir del rànquing de final de temporada, les vuit millors tennistes disputen el WTA Tour Championships, llavors s'escullen les vuit millors tennistes que hagin guanyat almenys un torneig de categoria International Tournaments durant la temporada. Sovint són invitades dues tennistes a l'esdeveniment tot i no haver guanyat cap torneig d'aquesta categoria. A part del premi aconseguit en el torneig, les jugadores que hagin aconseguit guanyar més de tres torneigs d'aquesta categoria durant la temporada, són recompensades amb un premi extra d'un milió de dòlars.
L'edició inaugural es va disputar l'any 2009 amb la participació de 12 tennistes en format Round Robin, quatre grups de tres jugadores, i les primeres classificades disputaven les semifinals i llavors la final. En la segona edició, el format va canviar per vuit jugadores disputant el quadre d'eliminatòria típic amb l'excepció de jugar-se també una final de consolació pel tercer i quart lloc. Les tres primeres edicions es van disputar a Bali, Indonèsia, amb el nom de Commonwealth Bank Tournament of Champions.
Es disputà per darrera ocasió l'any 2014, després de cinc edicions, ja que fou substituït per un nou format anomenat WTA Elite Trophy.

## Seus
| Ciutat | Anys      | Estadi                               | Superfície | Edicions |
| ------ | --------- | ------------------------------------ | ---------- | -------- |
| Bali   | 2009−2011 | Bali International Convention Centre | Dura       | 3        |
| Sofia  | 2012−2014 | Arena Armeets Sofia                  | Dura       | 3        |

## Palmarès

### Individual femení
| Localització | Any  | Campiona         | Finalista               | Resultat      |
| ------------ | ---- | ---------------- | ----------------------- | ------------- |
| Sofia        | 2014 | Andrea Petkovic  | Flavia Pennetta         | 1−6, 6−4, 6−3 |
| Sofia        | 2013 | Simona Halep     | Samantha Stosur         | 2−6, 6−2, 6−2 |
| Sofia        | 2012 | Nàdia Petrova    | Caroline Wozniacki      | 6−2, 6−1      |
| Bali         | 2011 | Ana Ivanović (2) | Anabel Medina Garrigues | 6−3, 6−0      |
| Bali         | 2010 | Ana Ivanović     | Alissa Kleibànova       | 6−2, 7−6(5)   |
| Bali         | 2009 | Aravane Rezaï    | Marion Bartoli          | 7−5, retirada |